# Platja de Teifaros
La Platja de Teifaros es troba en el conceyu asturià de Navia i pertany a la localitat de Teifaros. La platja té forma rectilínia, una longitud d'uns 450 m i una amplària mitjana d'uns 50 m. El seu entorn és rural, amb un grau d'urbanització mitjà i una perillositat baixa. L'accés per als vianants és d'uns cinc-cents m de longitud. La platja manca de sorra i es tracta d'un gran pedrer de gairebé mig km de longitud.
Per accedir a aquest pedrer cal prendre el mateix camí que es dirigeix a la Platja de Fabal. Cal desviar-se en una lloma situada ala esquerra del camí i una mica més endavant veurem la platja al fons. Convé prendre precaucions en la baixada, ja que presenta una notable dificultat a més de portar calçat adequat per tandar pel pedrer i pantalons llargs i fort per passar per una zona tupida de falgueres i tojos. Les activitats recomanades en el pedrer i els seus voltants són la pesca recreativa i el marisqueig.